# Distretto di Atiquipa
Il distretto di Atiquipa è uno dei tredici distretti della provincia di Caravelí, in Perù. Si trova nella regione di Arequipa e si estende su una superficie di 423,55 chilometri quadrati.

Ha per capitale la città di Atiquipa e contava  561 abitanti al censimento 2005.